# Sauðafell (kulle i Island, Austurland, lat 65,40, long -15,82)
Sauðafell är ett berg i republiken Island. De ligger i regionen Austurland, 300 km öster om huvudstaden Reykjavík. Toppen på Sauðafell är 539 meter över havet.
Trakten runt Sauðafell är nära nog obefolkad, med mindre än två invånare per kvadratkilometer. Det finns inga samhällen i närheten. Trakten runt Sauðafell är ofruktbar med lite eller ingen växtlighet.